# Agiá Sofiá (Le Pirée)
Agiá Sofiá, en grec moderne : Αγιά Σοφιά, est un quartier du Pirée  en Grèce. Il est bordé au nord par Nikaia, au sud par la zone industrielle Papastrátos, bordée par les anciennes lignes de chemin de fer, à l'est par Paleá Kokkiniá et à l'ouest par Tamboúria. C'est une zone de routes étroites à sens unique avec de fortes pentes dues à la colline de Vókou au nord.